# Zona izbjegavanja
Zona izbjegavanja (eng. Zone of Avoidance, ZOA), dio neba koje nam prekriva Kumova slama.

## Izraz
Zona izbjegavanja prvo je nosila ime Zona nekoliko maglica (eng. Zone of Few Nebulae). Ime je dao engleski astronom Richard Proctor u radu 1878. godine. Odnosilo se na razdiobu "maglica" u djelu Johna Herschela Katalog maglica i skupova zvijezda (CN).

## Pozadina
Gledajući svemir sa Zemlje, atenuacija, međuzvjezdana prašina i zvijezde u ravnini Kumove slame (galaktička ravnina) zagrađuju pogled na oko 20% neba izvan naše galaktike pri vidljivim valnim dužinama. Posljedica je da su optički galaktički katalozi nepotpuni u područjima blisku galaktičke ravnine.

## Suvremeni pogledi
Posljednjih su godina mnogi projekti pokušali premostiti jaz koji tvori ova zona. Prašina i plin iz Kumove slame uzrokuju ekstinkciju pri optičkim valnim dužinama, pa se zvijezde u predvorju lako zamijeni za pozadinske galaktike. U svakom slučaju, učinak ekstinkcije opada pri dužim valnim dužinama poput infracrvene te je Kumova slama prozirnija pri dužinama radijskih valova. Pregledi u infracrvenom spektru, poput IRAS-a i 2MASS-a, daju potpuniju sliku neba izvan naše galaktike. Dvije velike obližnje galaktike Maffei 1 i Maffei 2 otkrio je u Zoni izbjegavanja Paolo Maffei zbog njihova infracrvenog isijavanja 1968. godine. Pa i uz to, približno 10% neba ostaje teško za pregledati jer je izvangalaktičke objekte lako zamijeniti za zvijezde Kumove slame.
Projekti pregledavanja Zone izbjegavanja u dužinama radijskih valova, posebice služeći se 21-centimetarskim spin-flip emisijskim crtama neutralnog atomskog vodika (znane u astronomskom govoru kao HI), otkrile su mnoge galaktike koje ne bi mogle biti otkrivene u infracrvenim valnim dužinama. Primjeri galaktika otkrivenih po njihovom emitiranju HI jesu Dwingeloo 1 i Dwingeloo 2, otkrivene 1994. i 1996., respektivno.